# 小後頭直筋
小後頭直筋（しょうこうとうちょくきん、英語: capitis posterior minor muscle）は背部の筋肉のうち、環椎と後頭骨の間を繋いでいる筋肉である。頭部の後屈、側屈、回旋作用を持つ。
小後頭直筋の起始は、環椎の後結節から起こり、後頭骨下項線の内側3分の1に停止する。
神経支配は後頭下神経（第一頸神経）の後枝。